# آماندا کسل
آماندا کسل (انگلیسی: Amanda Kessel؛ زادهٔ ۲۸ اوت ۱۹۹۱) بازیکن هاکی روی یخ اهل ایالات متحده آمریکا است.